# جيمس روبرتسون (محلل نفسي)
جيمس روبرتسون (بالإنجليزية: James Robertson)‏ محلل نفسي ومتخصص في مجال العمل الاجتماعي، وُلد عام 1911. كرس روبرتسون عمله في مؤسسة الصحة في تافيستوك وبورمان، في لندن من عام 1948 حتى عام 1976. وقد امتحده جون بولبي الطبيب والمحلل نفسي البريطاني في العديد من المحافل على خلفية ملاحظاته الدقيقة والملاحظات الهادفة التي صنعت التاريخ. وتُوفي عام 1988.